# Strojony tłumik masowy

Animacja przeciwdziałania ruchowi wieżowca przez tłumik. Zielone linie obrazują siłowniki hydrauliczne poruszające masę (żółtą kulę)

Strojony tłumik masowy, dynamiczny tłumik drgań, dynamiczny eliminator drgań, masowy tłumik drgań, masowy eliminator drgań – urządzenie montowane w obiekcie w celu zapobieżenia skutkom wibracji (począwszy od dyskomfortu użytkowników, a skończywszy na zniszczeniu obiektu). 

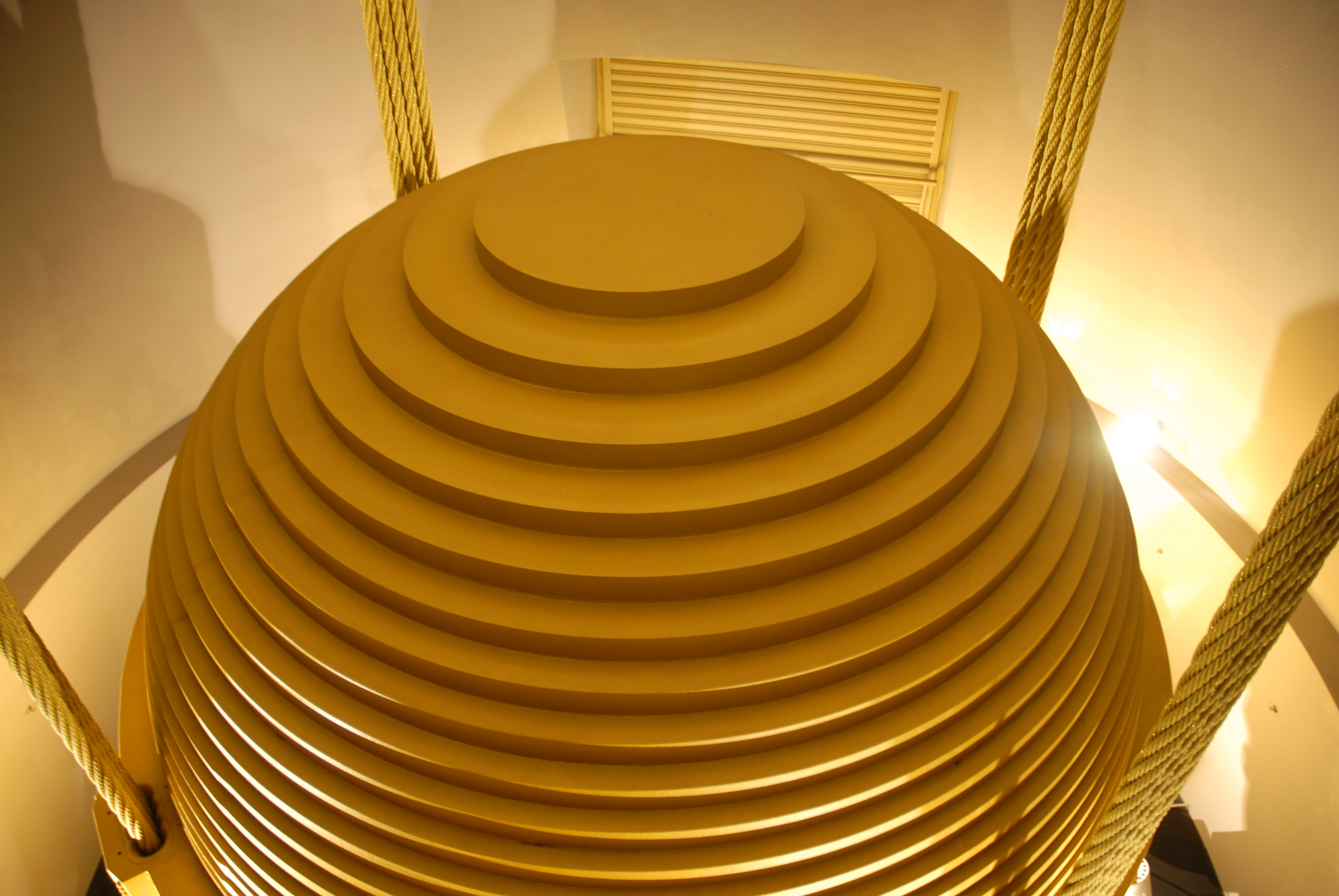
Tłumik masowy w wieżowcu Taipei 101

Tłumik ten ma zastosowanie w budowie wieżowców, energetycznych liniach przesyłowych oraz motoryzacji. Zasada jego konstrukcji opiera się na odpowiednim dobraniu masy oraz parametrów dynamicznych, dzięki czemu możliwa jest redukcja drgań o określonej częstotliwości.